# Leonard Forrer
Leonard Forrer, auch Leonhard Forrer, (* 7. November 1869 in Winterthur; † 17. November 1953 in Bromley, Kent) war ein schweizerisch-britischer Münzhändler und Numismatiker.
1887 kam er als Student nach England, wo er seit 1889 für die Londoner Kunsthandelsfirma Spink & Son arbeitete und bald deren Münzabteilung leitete und die Firma zu einem der bedeutendsten Münzhandelsfirmen weltweit machte. Seit 1893 gab er den Numismatic Circular heraus.
Neben zahlreichen anderen Veröffentlichungen und Münzkatalogen ist vor allem das achtbändige biographische Verzeichnis aller bekannten Münz- und Gemmenschneider, Medailleure und Münzmeister vom Altertum bis 1900 auch heute noch von großer Bedeutung.
Sein Sohn Leonard Steyning Forrer (1895–1968) war gleichfalls im Münzhandel tätig.

## Veröffentlichungen (Auswahl)
- Biographical dictionary of medallists, coin-, gem-, and seal-engravers, mint-masters, etc. ancient and modern. With references to their works, B. C. 500 – A. D. 1900. London 1902–1930. 6 Bände.
  - Volume 1, (A–D), 1904 – Internet Archive
  - Volume 2, (E–H), 1907 – Internet Archive
  - Volume 3, (I–Maz), 1907 – Internet Archive
  - Volume 4, (M.B.–Q), 1909 – Internet Archive
  - Volume 5, (R–S), 1912 – Internet Archive
  - Volume 6, (T–Z), 1916 – Internet Archive
- Biographical notices of medallists (...) Supplement. 2 Bände. London 1923, 1930
  - Volume VII. A–L. 1923 – University of Michigan
  - Volume VIII. M–Z 1930 – Internet Archive
- Reprint aller 8 Bände: London 1979–1981, ISBN 90-70296-02-0, ISBN 90-70296-03-9.
- dazu J. S. Martin: Index to Leonard Forrer’s Biographical Dictionary of Medallists. London 1987.